# Liste der Baudenkmale in Plöwen
In der Liste der Baudenkmale in Plöwen sind alle denkmalgeschützten Bauten der vorpommerschen Gemeinde Plöwen und ihrer Ortsteile aufgelistet. Grundlage ist die Veröffentlichung der Denkmalliste des Kreises Uecker-Randow mit dem Stand vom 1. Februar 1996. 

## Baudenkmale nach Ortsteilen

### Plöwen
| ID | Lage                          | Bezeichnung                                                                                               | Beschreibung | Bild           |
| -- | ----------------------------- | --- | ------------ | -------------- |
|    | B 104 (Karte)                 | Schillermühle                                                                                             |              |                |
|    | Dorfstraße 15 (Karte)         | Stallspeicher                                                                                             |              |                |
|    | Dorfstraße 19 (Karte)         | Stallspeicher                                                                                             |              |                |
|    | Dorfstraße 23 (Karte)         | Bauernhof mit Wohnhaus und zwei Stallspeichern                                                            |              |                |
|    | Dorfstraße 26 (Karte)         | Bauernhaus und Stall                                                                                      |              |                |
|    | Dorfstraße 44 (Karte)         | Schule |              |                |
|    | Dorfstraße 46 (Karte)         | Stall, Scheune und Einfriedung                                                                            |              |                |
|    | Dorfstraße 54 (Karte)         | Wohnhaus                                                                                                  |              |                |
|    | Dorfstraße 56 (Karte)         | Bauernhaus                                                                                                |              |                |
|    |                               | Dorfstraße mit Kopfsteinpflaster und Sommerweg, vom Ortseingang am Wegweiser durch das Dorf bis zur B 104 |              |                |
|    | (Karte)                       | Kirche mit Friedhofsmauer                                                                                 |              | Weitere Bilder |
|    | (Karte)                       | Kriegerdenkmal 1914/1918 (vor der Kirche)                                                                 |              |                |
|    | Straße nach Hohenfelde, Nr. 3 | Stallspeicher                                                                                             |              |                |
|    |                               | Wegweiser                                                                                                 |              |                |

### Wilhelmshof
| ID | Lage    | Bezeichnung | Beschreibung | Bild    |
| -- | ------- | ----------- | --- | ------- |
|    | (Karte) | Kapelle     | Um 1910 wurde der Grundstein für die Kapelle gelegt, die im Jugendstil erbaut wurde. Nach Installation der Glocke wurde sie 1913 geweiht und offiziell der Gemeinde übergeben. Sie steht bis heute malerisch gelegen etwas außerhalb des Ortes auf einer Wiese an einem Hang nahe dem Schillerbach. Die Kapelle ist das jüngste Kirchengebäude im Pfarrsprengel Löcknitz. | Kapelle |

## Quelle
- Bericht über die Erstellung der Denkmallisten sowie über die Verwaltungspraxis bei der Benachrichtigung der Eigentümer und Gemeinden sowie über die Handhabung von Änderungswünschen (Stand: Juni 1997)